# Lizant
Lizant est une commune du Centre-Ouest de la France, située dans le département de la Vienne en région Nouvelle-Aquitaine.

## Géographie
Les habitants sont appelés les Lizantais et les Lizantaises.

### Localisation
Lizant est située à 5 km au nord-est de Taizé-Aizie, la plus grande ville aux alentours, et au sud de Civray.

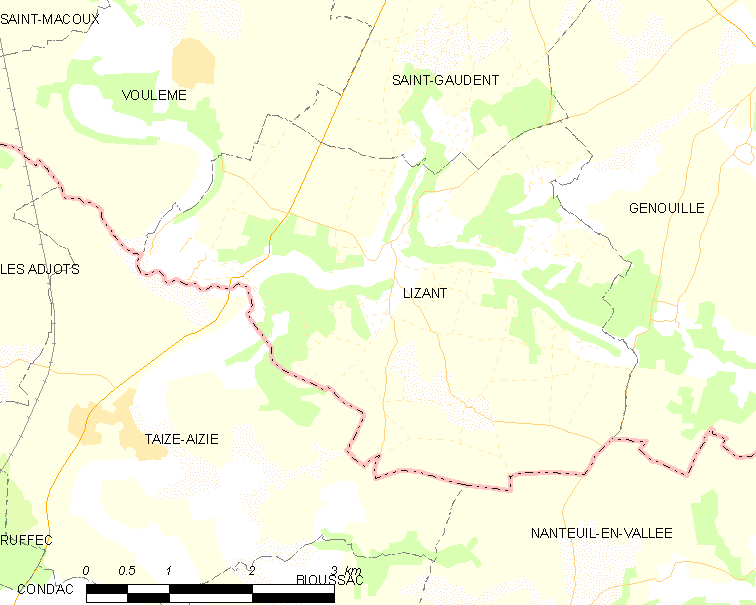
Lizant et les communes alentour.

La commune est proche du parc naturel régional Périgord Limousin.
Le village est niché dans une vallée aux aspects montagnards. Il est bordé, dans sa partie sud, par la Charente. En outre, il s'est développé à la confluence de quatre petites rivières : le Cornac, le Pas de Mule, le Cibiou qui se rejoignent dans le bourg pour former la Sonnette.
C’est la commune qui est située la plus au sud du département de la Vienne. Le paysage est déjà charentais avec ses vallons accentués.

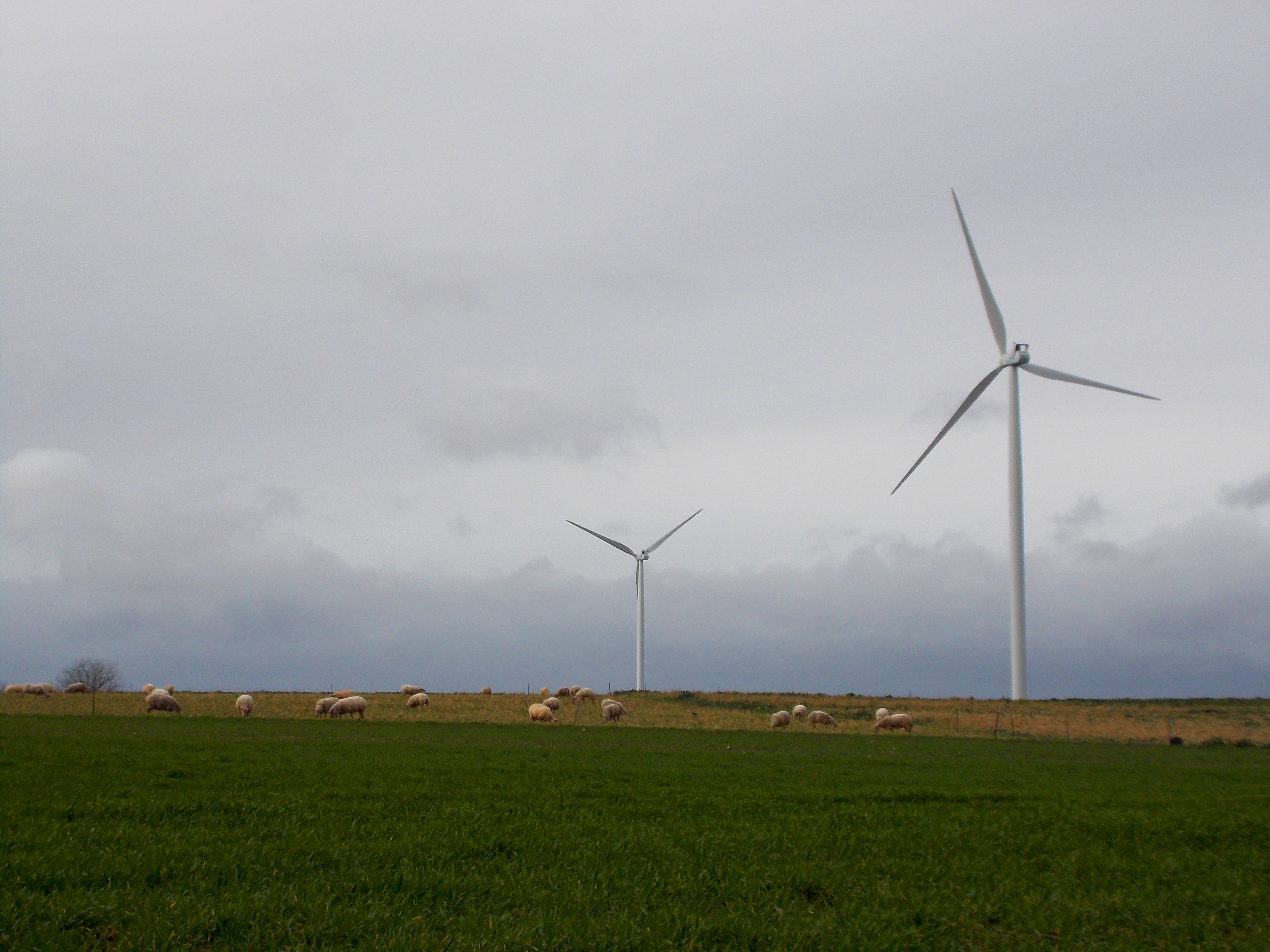
Lizant : éoliennes et moutons.

### Communes limitrophes
|         | Saint-Gaudent          |                               |
| Voulême | Lizant                 | Genouillé                     |
|         | Taizé-Aizie (Charente) | Nanteuil-en-Vallée (Charente) |

### Géologie et relief
La région de Lizant présente un paysage de plaines vallonnées plus ou moins boisées et de vallées. Le terroir se compose :
- pour 43 % par des Terres Rouges  (ce sont des sols acajou, siliceux, dérivés d’argiles ferrugineuses à silex provenant d’épandages superficiels du Massif Central) situées sur les plateaux,
- pour 4 % de calcaire dans les vallées et les terrasses alluviales,
- pour 53 % d'argile à silex peu profonde sur les plateaux du seuil du Poitou.

En 2006, 81,7 % de la superficie de la commune était occupée par l'agriculture et  18,3 % par des forêts et des milieux semi-naturels. La présence de milieux naturels et semi-naturels riches et diversifiés sur le territoire communal permet d’offrir des conditions favorables à l’accueil de nombreuses espèces pour l'accomplissement de leur cycle vital (reproduction, alimentation, déplacement, refuge). Forêts, landes, prairies et pelouses, cours d’eau et zones humides, dunes et plages… constituent ainsi des cœurs de biodiversité et/ou de véritables corridors biologiques.
La richesse du sous-sol des collines a permis, dès le Moyen Âge, l’exploitation de la pierre. Ainsi, les pierres retirées des carrières ont permis la construction de l’église Saint-Nicolas de Civray.

### Hydrographie
La commune est traversée par 8,3 km de cours d'eau dont les principaux sont le ruisseau Du Pas de la Mule sur une longueur de 4,8 km, le Cibiou sur une longueur de 2,2 km et la Charente sur une longueur de 1,3 km.

### Climat
Pour des articles plus généraux, voir Climat de la Nouvelle-Aquitaine et Climat de la Vienne.
Historiquement, la commune est exposée à un climat océanique limousin.  
En 2020, Météo-France publie une typologie des climats de la France métropolitaine dans laquelle la commune est exposée à un climat océanique altéré et est dans la région climatique  Poitou-Charentes, caractérisée par un bon ensoleillement, particulièrement en été et des vents modérés.
Pour la période 1971-2000, la température annuelle moyenne est de 12 °C, avec une amplitude thermique annuelle de 14,8 °C. Le cumul annuel moyen de précipitations est de 897 mm, avec 10,9 jours de précipitations en janvier et 7,2 jours en juillet. Pour la période 1991-2020, la température moyenne annuelle observée sur la station météorologique la plus proche, située sur la commune de Civray à 7 km à vol d'oiseau, est de 12,6 °C et le cumul annuel moyen de précipitations est de 841,4 mm,. Pour l'avenir, les paramètres climatiques de la commune estimés pour 2050 selon différents scénarios d’émission de gaz à effet de serre sont consultables sur un site dédié publié par Météo-France en novembre 2022.

### Voies de communication et transports
La route départementale D 1 commence à Lizant et relie la commune à Dangé-Saint-Romain.
Les gares et les haltes ferroviaires proches de la commune :
- la halte d'Épanvilliers à 16,2 km ;
- la gare de Saint-Saviol à 8,5 km ;
- la halte ferroviaire d'Anché-Voulon à 29,5 km ;
- la gare de Ruffec à 9,4 km ;
- la halte de Luxé à 25,8 km.

Les aéroports les plus proches de Lizant sont :
- l'aéroport international Angoulême-Cognac à 40 km ;
- l'aéroport de Poitiers-Biard à 56 km ;
- l'aérodrome de Niort - Souché à 58 km.

## Urbanisme

### Typologie
Au 1er janvier 2024, Lizant est catégorisée commune rurale à habitat dispersé, selon la nouvelle grille communale de densité à sept niveaux définie par l'Insee en 2022.
Elle est située hors unité urbaine et hors attraction des villes,.

### Occupation des sols
L'occupation des sols de la commune, telle qu'elle ressort de la base de données européenne d’occupation biophysique des sols Corine Land Cover (CLC), est marquée par l'importance des territoires agricoles (80,9 % en 2018), une proportion identique à celle de 1990 (80,9 %). La répartition détaillée en 2018 est la suivante : 
terres arables (58,5 %), forêts (19,1 %), zones agricoles hétérogènes (13,9 %), prairies (8,4 %). L'évolution de l’occupation des sols de la commune et de ses infrastructures peut être observée sur les différentes représentations cartographiques du territoire : la carte de Cassini (XVIIIe siècle), la carte d'état-major (1820-1866) et les cartes ou photos aériennes de l'IGN pour la période actuelle (1950 à aujourd'hui).

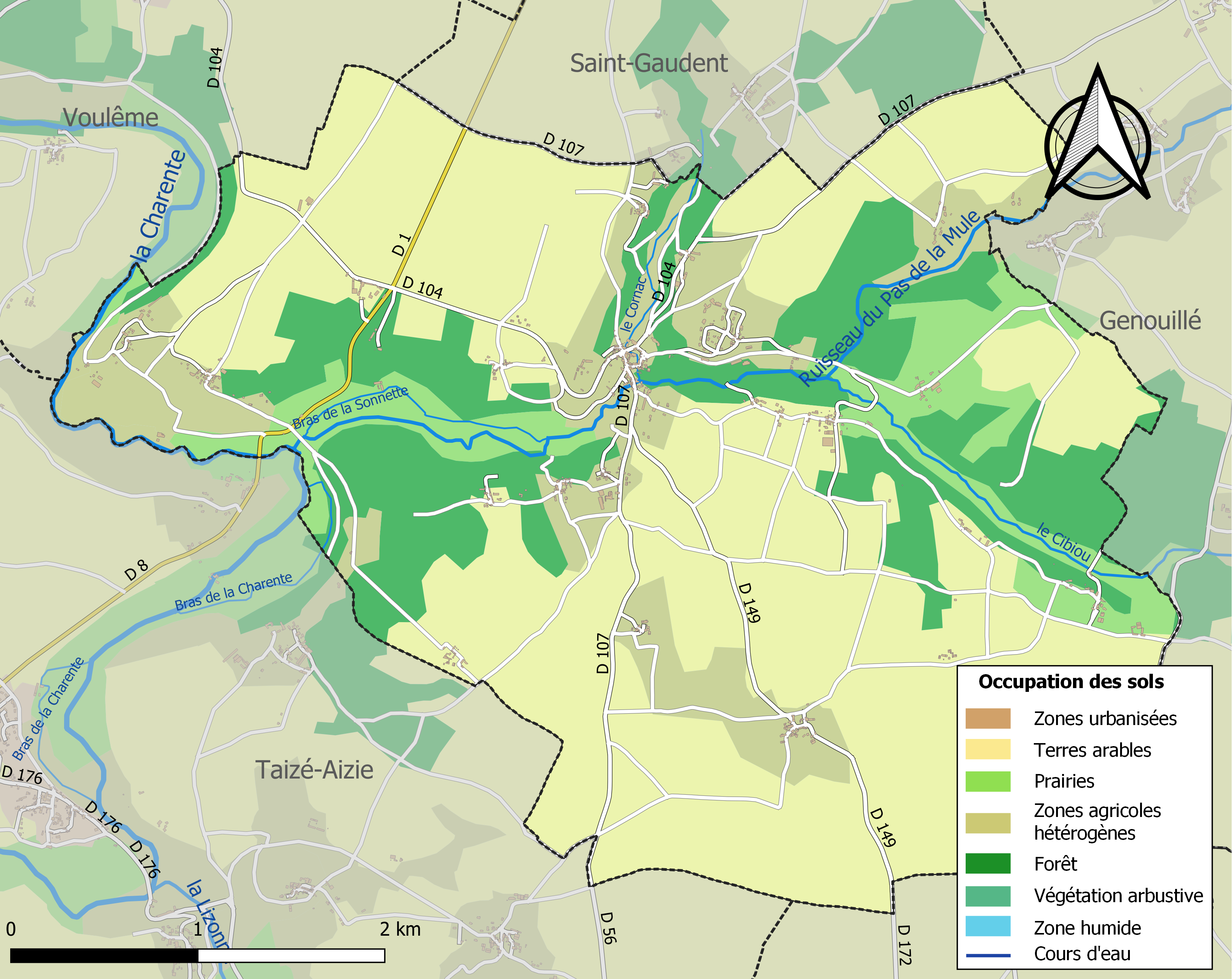
Carte des infrastructures et de l'occupation des sols de la commune en 2018 (CLC).

### Risques majeurs
Le territoire de la commune de Lizant est vulnérable à différents aléas naturels : météorologiques (tempête, orage, neige, grand froid, canicule ou sécheresse), inondations, mouvements de terrains et séisme (sismicité modérée). Il est également exposé à deux risques technologiques,  le transport de matières dangereuses et la rupture d'un barrage. Un site publié par le BRGM permet d'évaluer simplement et rapidement les risques d'un bien localisé soit par son adresse soit par le numéro de sa parcelle.

#### Risques naturels
Certaines parties du territoire communal sont susceptibles d’être affectées par le risque d’inondation par débordement de cours d'eau, notamment la Charente et le ruisseau du Pas de la Mule. La commune a été reconnue en état de catastrophe naturelle au titre des dommages causés par les inondations et coulées de boue survenues en 1982, 1983, 1999, 2010 et 2018,.

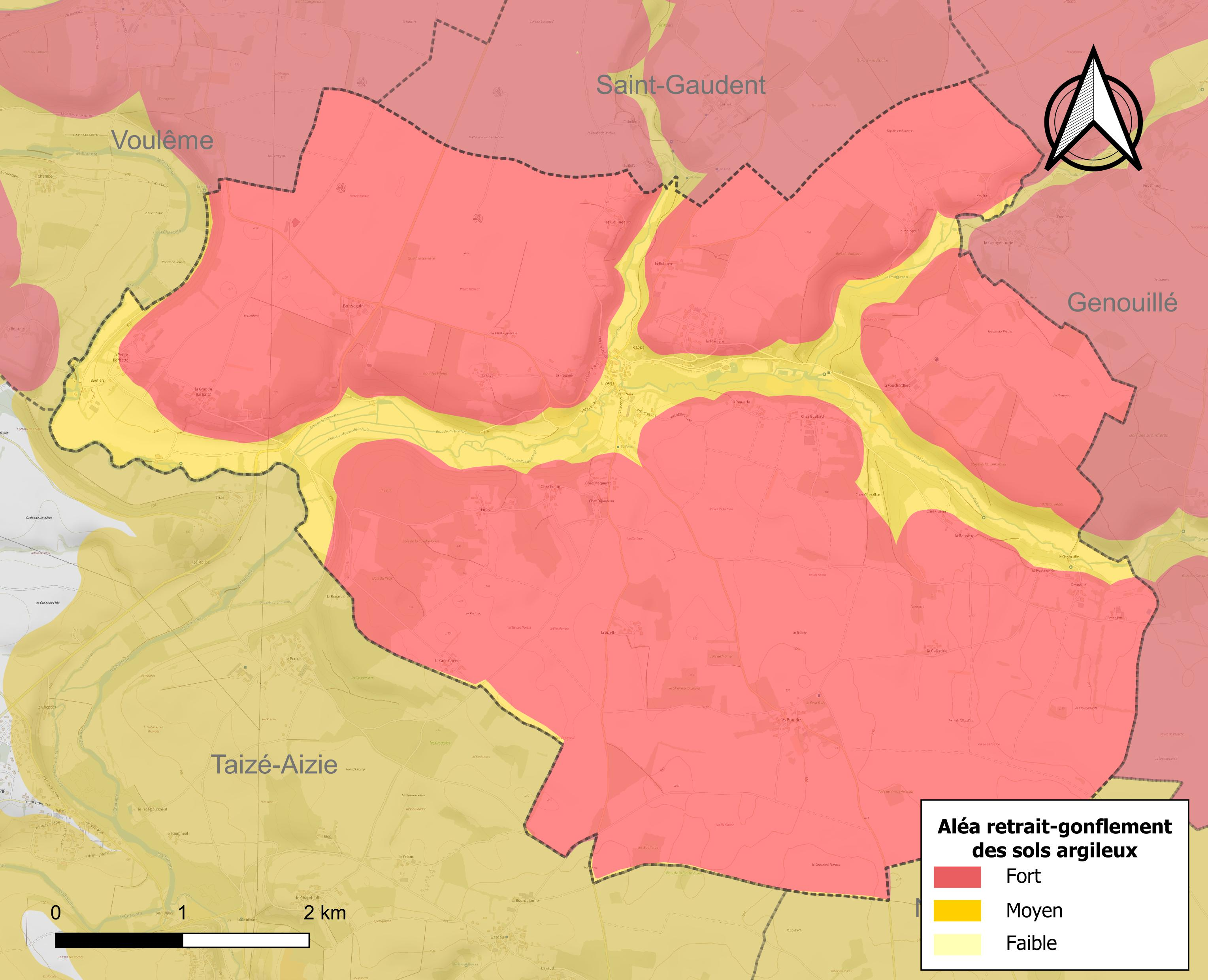
Carte des zones d'aléa retrait-gonflement des sols argileux de Lizant.

Les mouvements de terrains susceptibles de se produire sur la commune sont des affaissements et effondrements liés aux cavités souterraines (hors mines) et des tassements différentiels. Afin de mieux appréhender le risque d’affaissement de terrain, un inventaire national permet de localiser les éventuelles cavités souterraines sur la commune. Le retrait-gonflement des sols argileux est susceptible d'engendrer des dommages importants aux bâtiments en cas d’alternance de périodes de sécheresse et de pluie. La totalité de la commune est en aléa moyen ou fort (79,5 % au niveau départemental et 48,5 % au niveau national). Depuis le 1er octobre 2020, en application de la loi ÉLAN, différentes contraintes s'imposent aux vendeurs, maîtres d'ouvrages ou constructeurs de biens situés dans une zone classée en aléa moyen ou fort,.
La commune a été reconnue en état de catastrophe naturelle au titre des dommages causés par des mouvements de terrain en 1999 et 2010.

#### Risque technologique
La commune est en outre située en aval du barrage Mas-Chaban, un ouvrage de classe A situé dans le département de la Charente et construit pour constituer une réserve d’eau de 14 millions de m3. Le PPI a été approuvé en 1999. À ce titre elle est susceptible d’être touchée par l’onde de submersion consécutive à la rupture de cet ouvrage.

## Toponymie
Le nom du village dérive de « Lèze », qui désigne une argile. En effet, le bourg est situé sur une terrain très argileux.

## Histoire
Lizant a subi les ravages de la guerre de Cent Ans et des guerres de Religion.
L’agriculture a été pendant longtemps centrée sur la châtaigne et le blé.

## Politique et administration

### Intercommunalité
Depuis 2015, Lizant est dans le canton de Civray (no 6) du département de la Vienne. Avant la réforme des départements, Lizant était dans le canton no 5 de Civray dans la 3e circonscription.

### Liste des maires
| Période   | Période   | Identité             | Étiquette | Qualité |
| --------- | --------- | -------------------- | --------- | ------- |
| mars 2001 | mars 2008 | Jean Lévescault      |           |         |
| mars 2008 | mars 2014 | Joël Duqueroie       |           |         |
| mars 2014 | En cours  | Jean-Claude Gauthier |           |         |

### Instances judiciaires et administratives
La commune relève du tribunal d'instance de Poitiers, du tribunal de grande instance de Poitiers, de la cour d'appel  de Poitiers, du tribunal pour enfants de Poitiers, du conseil de prud'hommes de Poitiers, du tribunal de commerce de Poitiers, du tribunal administratif de Poitiers et de la cour administrative d'appel  de  Bordeaux, du tribunal des pensions de Poitiers, du tribunal des affaires de la Sécurité sociale de la Vienne, de la cour d’assises de la Vienne.

### Services publics
Les réformes successives de la Poste ont conduit à la fermeture de nombreux bureaux de poste ou à leur transformation en simple relais. Toutefois, la commune a pu maintenir le sien.

### Politique environnementale

#### Énergies nouvelles
Sur le sol de la commune, un parc, regroupant 12 éoliennes, devrait voir le jour en mai 2014 après neuf ans de procédure. Ce parc, le plus grand du département de la Vienne, est à cheval sur les communes de Saint-Macoux, de Saint-Gaudent, de Lizant et de Voulême. Ce parc représente une puissance totale de 24 MW pour une production estimée à 53 GWh, soit la consommation annuelle moyenne de 26 500 habitants. Les éoliennes sont composées d'un mât de 100 m de hauteur et de pales de 50 m. Cette énergie renouvelable devrait permettre d'économiser chaque année 17 000 tonnes de CO2.

#### Protection de l’environnement
Depuis 2011, la commune est signataire de la Charte Terre Saine « Votre commune sans pesticides ». La charte Terre Saine Poitou-Charentes invite les communes et les établissements publics intercommunaux à participer à la réduction des pesticides et à la préservation d'un environnement sain en région Poitou-Charentes.

## Population et société

### Démographie
L'évolution du nombre d'habitants est connue à travers les recensements de la population effectués dans la commune depuis 1793. Pour les communes de moins de 10 000 habitants, une enquête de recensement portant sur toute la population est réalisée tous les cinq ans, les populations de référence des années intermédiaires étant quant à elles estimées par interpolation ou extrapolation. Pour la commune, le premier recensement exhaustif entrant dans le cadre du nouveau dispositif a été réalisé en 2008.

En 2022, la commune comptait 381 habitants, en évolution de −7,3 % par rapport à 2016 (Vienne : +0,6 %, France hors Mayotte : +2,11 %).
| 1793 | 1800 | 1806 | 1821 | 1831 | 1836 | 1841 | 1846  | 1851 |
| ---- | ---- | ---- | ---- | ---- | ---- | ---- | ----- | ---- |
| 816  | 888  | 752  | 786  | 964  | 956  | 981  | 1 032 | 966  |

| 1856 | 1861 | 1866 | 1872 | 1876 | 1881 | 1886 | 1891 | 1896 |
| ---- | ---- | ---- | ---- | ---- | ---- | ---- | ---- | ---- |
| 920  | 904  | 887  | 873  | 858  | 884  | 809  | 778  | 748  |

| 1901 | 1906 | 1911 | 1921 | 1926 | 1931 | 1936 | 1946 | 1954 |
| ---- | ---- | ---- | ---- | ---- | ---- | ---- | ---- | ---- |
| 727  | 685  | 676  | 620  | 639  | 592  | 632  | 602  | 566  |

| 1962 | 1968 | 1975 | 1982 | 1990 | 1999 | 2006 | 2008 | 2013 |
| ---- | ---- | ---- | ---- | ---- | ---- | ---- | ---- | ---- |
| 553  | 517  | 502  | 526  | 508  | 443  | 459  | 464  | 429  |

| 2018 | 2022 | - | - | - | - | - | - | - |
| ---- | ---- | - | - | - | - | - | - | - |
| 396  | 381  | - | - | - | - | - | - | - |

En 2008, selon l’INSEE, la densité de population de la commune était de 27 hab./km2, 61 hab./km2 pour le département, 68 hab./km2 pour la région Poitou-Charentes et 115 hab./km2 pour la France.
Les dernières statistiques démographiques pour la commune de Lizant ont été fixées en 2009 et publiées en 2012. Il ressort que la mairie de Lizant administre une population totale de 470 personnes. À cela il faut soustraire les résidences secondaires (cinq personnes) pour constater que la population permanente sur le territoire de la commune est de 465 habitants.
En 2010, la répartition de la population par sexe était la suivante : 47,8 % d'hommes pour 52,2 % de femmes.

### Enseignement
La commune de Lizant dépend de l'académie de Poitiers (rectorat de Poitiers) et son école maternelle publique dépend de l'inspection académique de la Vienne.
Les communes de Lizant, Voulême et Saint-Gaudent sont en regroupement pédagogique intercommunal. Ainsi, les maternelles sont localisées à Lizant puis les CP et CE1 à l’école de Voulême et enfin les CE2, CM1 et CM2 à l’école de Saint-Gaudent.

## Économie

### Agriculture
Selon la direction régionale de l'Alimentation, de l'Agriculture et de la Forêt de Poitou-Charentes, il n'y a plus que 8 exploitations agricoles en 2010 contre 10 en 2000.
Les surfaces agricoles utilisées ont augmenté de 25 % et sont passées de 583 hectares en 2000 à 730 hectares en 2010 dont 248 irrigables. Ces chiffres indiquent une concentration des terres sur un nombre plus faible d’exploitations. Cette tendance est conforme à l’évolution  constatée sur tout le département de la Vienne puisque de 2000 à 2007, chaque exploitation a gagné en moyenne 20 hectares.
46 % des surfaces agricoles sont destinées à la culture des céréales (blé tendre essentiellement mais aussi orges et maïs), 16 % pour les oléagineux (colza et tournesol), 11 % pour le fourrage et 18 % reste en herbes.
Quatre exploitations en 2010 (contre cinq en 2000) abritent un élevage de bovins (266 têtes en 2010 contre 326 têtes en 2000). les élevages de moutons et de volailles ont disparu au cours de cette décennie. La disparition de l'élevage d'ovins est conforme à la tendance globale du département de la Vienne. En effet, ce troupeau, exclusivement destiné à la production de viande, a diminué de 43,7 % de 1990 à 2007.
La transformation de la production agricole est de qualité et permet aux exploitants d’avoir droit, sous conditions, aux appellations et labels suivants :
- Chabichou du Poitou (AOC)
- Beurre Charente-Poitou (AOC)
- Beurre des Charente (AOC)
- Beurre des Deux-Sèvres (AOC)
- Veau du Limousin (IGP)
- Porc du Limousin (IGP)
- Jambon de Bayonne (IGP)

### Commerce et service
En 2012, le seul commerce encore ouvert au sein du village est une boulangerie.

### Secteur protégé
L'établissement et service d'aide par le travail (ESAT) Joseph-Rouil est ouvert depuis 1981 et accueille 60 personnes reconnues travailleurs handicapés. Ses activités sont le conditionnement et les travaux à façon, la blanchisserie industrielle, l’entretien et la création d'espaces verts, l’assemblage et le montage, la découpe et le travail du bois.

## Culture locale et patrimoine

### Lieux et monuments
- Église Sainte-Radegonde-Saint-Junien. Elle est située au cœur du village. L’édifice est accolé sur son côté droit aux maisons et les autres côtés sont longés par le ruisseau de Cornac. Le chevet est droit. Il date du XVe siècle. L’église possède deux fenêtres de style gothique flamboyant. Le bâtiment a été restauré en 1765. Il est doté de deux nefs. L’église est dédiée à deux saints très vénérés dans le Poitou : sainte Radegonde et saint Junien qui est né à Champagné-le-Sec et qui a vécu en ermite à Chaunay. Les deux saints sont morts le même jour, saint Junien à Chaunay (ou à Mairé-l’Evescaut) et sainte Radegonde à Poitiers. La cloche date de 1731.
- Maison à la tour. Elle date du XIIe siècle. La maison se caractérise, de nos jours, par la présence d’une tour pentagonale avec à sa base une porte cloutée que surmonte un linteau en accolade avec un écusson. Cette maison est construite sur une chute d’eau. Il s’agit de vestiges d’une construction plus importante qui possédait deux tours. Elle marquait, alors, l’entrée du bourg, sur la route allant de Charroux à Saintes. Elle aurait été la propriété des Templiers et pourrait dépendre de la commanderie de Civray. La maison a été, par la suite, transformée en huilerie.
- Colombier du XVIIe siècle au lieu dit Boisseguin[33].
- Le Tilleul de Sully est classé en tant que monument naturel[34].

## Héraldique
| Blason de Lizant | Blason  | D'azur à cinq tours d'or maçonnée de sable ordonnées en chevron.    |
| Blason de Lizant | Détails | Blason à confirmer Le statut officiel du blason reste à déterminer. |

### Articles de Wikipédia
- Liste des communes de la Vienne
- Anciennes communes de la Vienne
- Liste des cantons de la Vienne
- Liste des intercommunalités de la Vienne
- Poitou
- Liste des monuments historiques de la Vienne
- Géographie de la Vienne
- Histoire de la Vienne
- Climat de la Vienne
- Économie de la Vienne
- Démographie de la Vienne
- Tourisme dans la Vienne